# Marbäcks socken, Småland
Marbäcks socken i Småland ingick i Norra Vedbo härad, ingår sedan 1971 i Aneby kommun i Jönköpings län och motsvarar från 2016 Marbäcks distrikt.
Socknens areal är 64,80 kvadratkilometer, varav land 58,62. År 2000 fanns här 869 invånare. En del av tätorten Aneby samt kyrkbyn Marbäck med sockenkyrkan Marbäcks kyrka ligger i denna socken. 

## Administrativ historik
Marbäcks socken har medeltida ursprung.
Vid kommunreformen 1862 övergick socknens ansvar för de kyrkliga frågorna till Marbäcks församling och för de borgerliga frågorna till Marbäcks landskommun. Denna senare inkorporerades 1952 i Bredestads landskommun som 1967 uppgick i Aneby landskommun som 1971 ombildades till Aneby kommun. Församlingen uppgick 1 januari 2006 i Aneby församling.
1 januari 2016 inrättades distriktet Marbäck, med samma omfattning som församlingen hade 1999/2000.
Socknen har tillhört samma fögderier och domsagor som Norra Vedbo härad. De indelta soldaterna tillhörde Jönköpings regemente, Norra Vedbo kompani och Smålands husarregemente, Livskvadronen, Livkompanit.

## Geografi
Marbäcks socken ligger nordost om Aneby och öster om Svartån och Ralången. Socknen är utanför dalgångsbygden vid sjön en höglänt skogstrakt med höjder som når 312 meter över havet.

## Fornlämningar
Här finns några gravrösen från bronsåldern med stensättningar samt fem järnåldersgravfält.

## Namnet
Namnet (1337 Marbäk) kommer från kyrkbyn. Förleden är troligen mark, (gräns)skog), efterleden är bäck.

### Fotnoter
1. 1 2  Svensk Uppslagsbok andra upplagan 1947–1955: Marbäck socken
2. 1 2  Harlén, Hans; Harlén Eivy (2003). Sverige från A till Ö: geografisk-historisk uppslagsbok. Stockholm: Kommentus. Libris 9337075. ISBN 91-7345-139-8
3. ↑  ”Församlingar”. Statistiska centralbyrån. https://www.scb.se/hitta-statistik/regional-statistik-och-kartor/regionala-indelningar/forsamlingar/. Läst 30 december 2022.
4. ↑  Administrativ historik för Marbäck socken (Klicka på församlingsposten). Källa: Nationella arkivdatabasen, Riksarkivet.
5. ↑  Indelta soldater, torp och rotar i Jönköpings län Arkiverad 24 januari 2012 hämtat från the Wayback Machine. Jönköpingsbygdens Genealogiska Förening
6. 1 2  Sjögren, Otto (1931). Sverige geografisk beskrivning del 2 Östergötlands, Jönköpings, Kronobergs, Kalmar och Gotlands län. Stockholm: Wahlström & Widstrand. Libris 9939
7. 1 2 3  Nationalencyklopedin
8. ↑  Fornlämningar, Statens historiska museum: Marbäcks socken, Småland
9. ↑  Fornminnesregistret, Riksantikvarieämbetet: Marbäcks socken, Småland Fornminnen i socknen erhålls på kartan genom att skriva in sockennamn (utan "socken") i "Ange geografiskt område"
10. ↑  Mats Wahlberg, red (2003). Svenskt ortnamnslexikon. Uppsala: Institutet för språk och folkminnen. Libris 8998039. ISBN 91-7229-020-X. https://isof.diva-portal.org/smash/get/diva2:1175717/FULLTEXT02.pdf